# Mindaugas Mizgaitis
Mindaugas Mizgaitis (ur. 14 października 1979 w Kownie) – litewski zapaśnik w stylu klasycznym, brązowy medalista olimpijski, brązowy medalista mistrzostw Europy.
Brązowy medalista igrzysk olimpijskich w Pekinie w 2008 roku w kategorii do 120 kg. Cztery lata wcześniej, w olimpijskim debiucie w 2004 roku zajął 11. miejsce. 
Czwarty na mistrzostwach świata w 2003 i piąty w 2005. Trzeci na akademickich MŚ w 2005. Mistrz świata wojskowych w 2014. Wicemistrz nordycki w 1998. Ósmy w Pucharze Świata 2014 roku.
Dwukrotny mistrz Litwy (2001, 2010).

## Odznaczenia
- Krzyż Oficerski Orderu „Za Zasługi dla Litwy” – 2008[2]